# Графенвер
Графенвер (нім. Grafenwöhr) — місто в Німеччині, розташоване в землі Баварія. Підпорядковується адміністративному округу Верхній Пфальц. Входить до складу району Нойштадт-ан-дер-Вальднааб.
Площа — 216,24 км2. Населення становить 6419 ос. (станом на 31 грудня 2020).
Неподалік міста знаходиться однойменний військовий навчальний центр та полігон — навчальний центр Графенвер.